# فرمونت (آیووا)
فرمونت (به انگلیسی: Fremont) شهری در ایالت آیووا کشور ایالات متحده آمریکا است که جمعیت آن در سرشماری سال ۲۰۱۰ میلادی، ۷۴۳ نفر بوده‌است.